# Jure Kocjan
Jure Kocjan (Jesenice, 18 oktober 1984) is een Sloveens wielrenner die anno 2015 rijdt voor Team SmartStop. 
In februari 2016 werd hij bij een heranalyse van een oude urinestaal positief bevonden op het gebruik van Erytropoëtine (epo). Het ging om een urinestaal uit 2012, toen de Sloveen actief uitkwam voor Team Type 1. Hij werd voor vier jaar geschorst en zijn prestaties tussen maart 2012 en maart 2014 werden geschrapt.

## Belangrijkste overwinningen
2005
1e etappe Jadranska Magistrala
2006
Ronde van Vojvodina
2008
8e etappe Ronde van het Qinghaimeer
2e en 6e etappe Ronde van Cuba
2009
3e etappe Ster van Bessèges
2e en 7e etappe Ronde van het Qinghaimeer
 Sloveens kampioenschap op de weg, Elite
2010
GP Pino Cerami
2012
1e en 3e etappe Ronde van de Limousin
2014
3e en 6e (deel a) etappe Vuelta a la Independencia Nacional
4e etappe Grote Prijs van Saguenay
Eind- en puntenklassement Grote Prijs van Saguenay
Sprintklassement Ronde van Utah
2015
2e etappe Ronde van Utah

## Resultaten in voornaamste wedstrijden
| Jaar | Milaan-San Remo |  | WK op de weg |
| ---- | --------------- |  | ------------ |
| 2010 | 133e            |  | 48e          |
| 2011 |                 |  | 66e          |
| 2012 | -135e           |  | -115e        |
| 2013 |                 |  |              |
| 2014 |                 |  | opgave       |